# Andraca
Andraca là một chi bướm đêm thuộc họ Endromidae.
Chi này từng được xếp vào họ Bombycidae trong hơn 150 năm, nhưng gần đây lại được chuyển sang họ Endromidae dựa trên nghiên cứu phân tử của Zwick et al. năm 2011.

## Loài
- Phân chi Andraca
  - Andraca bipunctata Walker, 1865
  - Andraca draco Zolotuhin, 2012
  - Andraca lawa Zolotuhin, 2012
  - Andraca stueningi Zolotuhin & Witt, 2009
  - Andraca trilochoides Moore, 1865
    - Andraca trilochoides roepkei Bryk, 1944
    - Andraca trilochoides trilochoides Moore, 1865
- Phân chi Chrypathemola Zolotuhin, 2012
  - Andraca apodecta Swinhoe, 1907
  - Andraca chrysocollis Zolotuhin, 2012
  - Andraca melli Zolotuhin & Witt, 2009
  - Andraca nobilorum Zolotuhin, 2012
  - Andraca olivacea Matsumura, 1927
    - Andraca olivacea olivacea Matsumura, 1927
    - Andraca olivacea olivacens Mell, 1958

  - Andraca paradisea Zolotuhin, 2012
  - Andraca theae Matsumura, 1909
- Chưa xếp vào phân chi nào
  - Andraca flavamaculata (Yang, 1995)
  - Andraca gongshanensis Wang, Zeng & Wang, 2011
  - Andraca yauichui Wu & Chang, 2016

## Loài trước đây
- Andraca angulata Kishida, 1993